# Sung Wong Toi

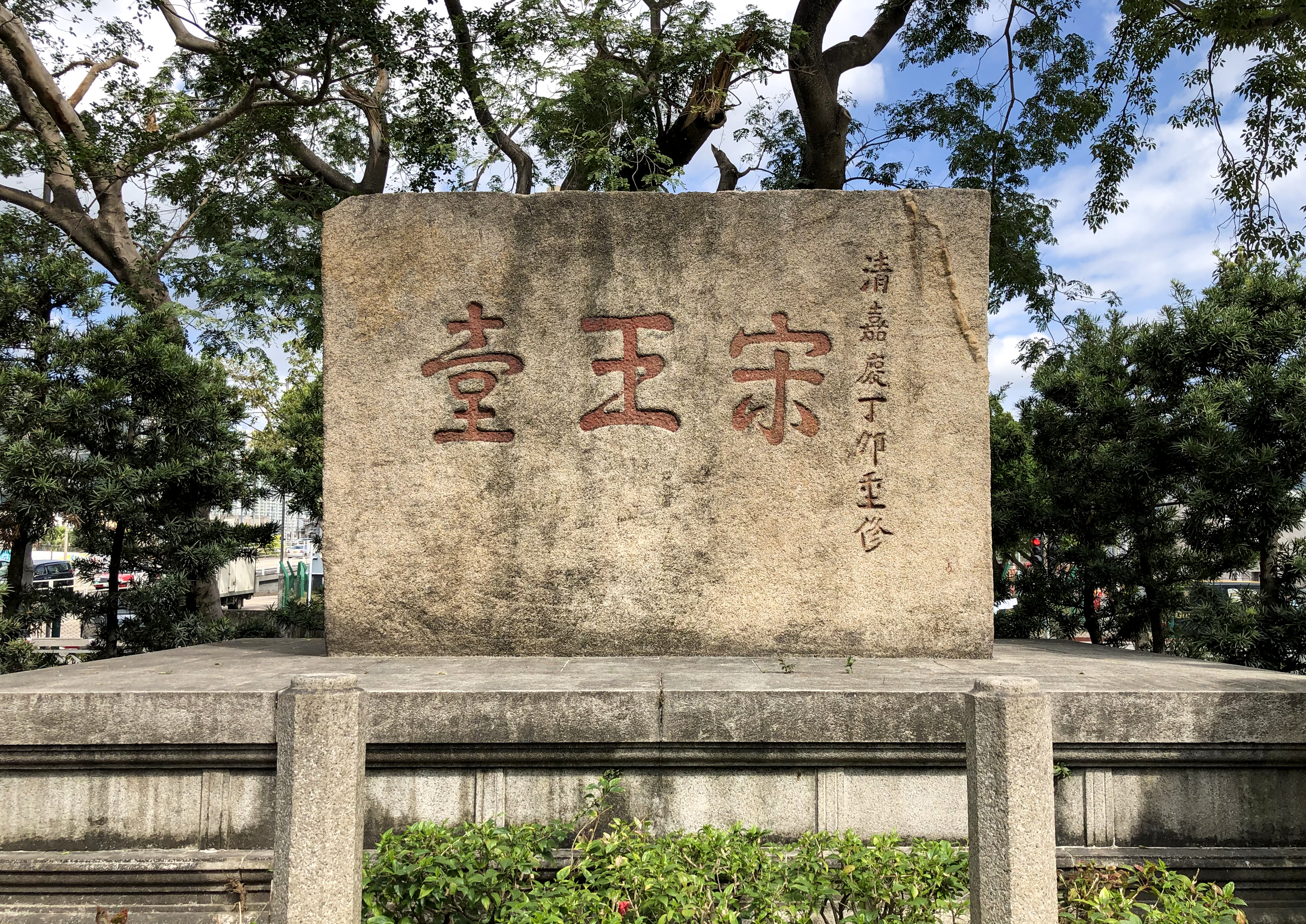
Sung Wong Toi

Sung Wong Toi (宋王臺, littéralement « Terrasse des rois Sung ») est une importante relique historique de Hong Kong. Il s'agit d'un bloc de pierre portant des inscriptions datant de la dynastie Song et issu d'un bloc plus grand de 4,5 mètres de haut se trouvant à l'origine au sommet de Sacred Hill, aujourd'hui disparue.
On pense que la pierre est un mémorial en l'honneur des deux derniers garçons empereurs de la dynastie Song du Sud, Song Duanzong et Song Bing, qui ont temporairement vécu à Hong Kong de 1277 à 1279. Dans les cartes et documents historiques, Sung Wong Toi est également connu comme sous le nom de « Colline des rois de Sung » ou « Song Wong Toi » dans certaines occasions.

## Histoire

### Dynastie Song
Selon les documents historiques, lorsque les enfants empereurs Song Duanzong et Song Bing de la dynastie Song fuyaient vers le sud lorsque l'empire Song était progressivement conquis par l'empire mongol à la fin du XIIIe siècle, ils se réfugièrent sur Sacred Hill le long du littoral. Song Duanzong est mort de maladie à Hong Kong, tandis que Zhao Bing est décédé lorsque le loyaliste Lu Xiufu l'a mis sur ses épaules et a sauté d'une falaise après la défaite des Song devant les Mongols lors de la bataille navale de Yamen.

### Dynastie Yuan
Après le renversement de la dynastie Song par les Mongols en 1279, les résidents locaux ont inscrit les mots Sung Wong Toi sur ce gros rocher qui se trouvait à cette époque sur Sacred Hill.
Notez que le caractère chinois 王 (« roi ») est gravé dans la pierre au lieu du caractère conventionnel 皇 (« empereur »). Les deux caractères 王 et 皇 se prononcent « Wong » en cantonais. Cela a peut-être été fait par les habitants pour éviter de mettre en colère les dirigeants mongols. En 1959, le gouvernement de Hong Kong (à l'époque de la gouvernance britannique) reconnait la nature intentionnel de ce choix de mot et préfère utiliser le caractère « empereur » (皇) pour nommer les lieux environnants associés à Sung Wong Toi, à savoir le parc construit pour installer le monolithe taillé, la route à proximité et la station de métro.

### Dynastie Qing
En 1807, sept petits caractères sont ajoutés sur le côté droit de la pierre pour marquer les travaux de rénovation pendant le règne de l'empereur Jiaqing.

### Occupation japonaise
Durant l'occupation japonaise de Hong Kong de 1941 à 1945, le rocher est délogé de son emplacement lorsque Sacred Hill est nivelée pour une extension de l'aéroport de Kai Tak. Une partie du bloc, environ un tiers de sa taille d'origine, portant les caractères chinois, survit à l'opération de dynamitage.

### Après-guerre
Après la Seconde Guerre mondiale, cette partie de la pierre est sculptée en un bloc rectangulaire et déplacée vers le jardin Sung Wong Toi, un petit parc spécialement construit pour elle situé à Kowloon City, à la jonction de Sung Wong Toi Road et Ma Tau Chung Road, qui est proche du site d'origine de la pierre. Les travaux de construction du parc sont achevés à l'hiver 1945.
Il était prévu que le parc soit déplacé vers le développement voisin de Kai Tak sous le nom de parc Sung Wong Toi mais ce projet est resté sans suite.

## Galerie

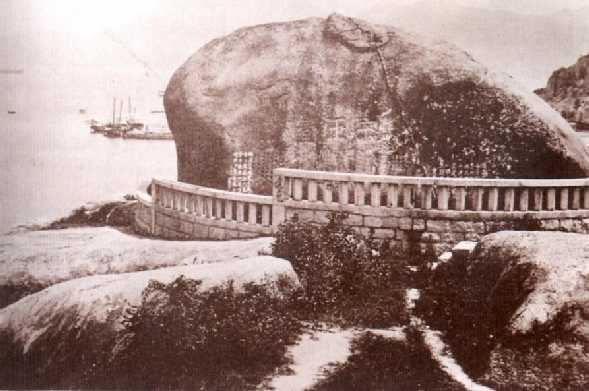
Sung Wong Toi avant la seconde guerre sino-japonaise.
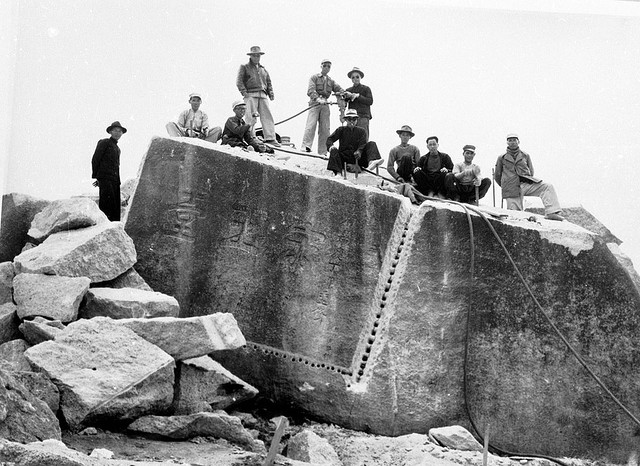
Séparation du bloc de la paroi rocheuse d'origine (vers 1950).
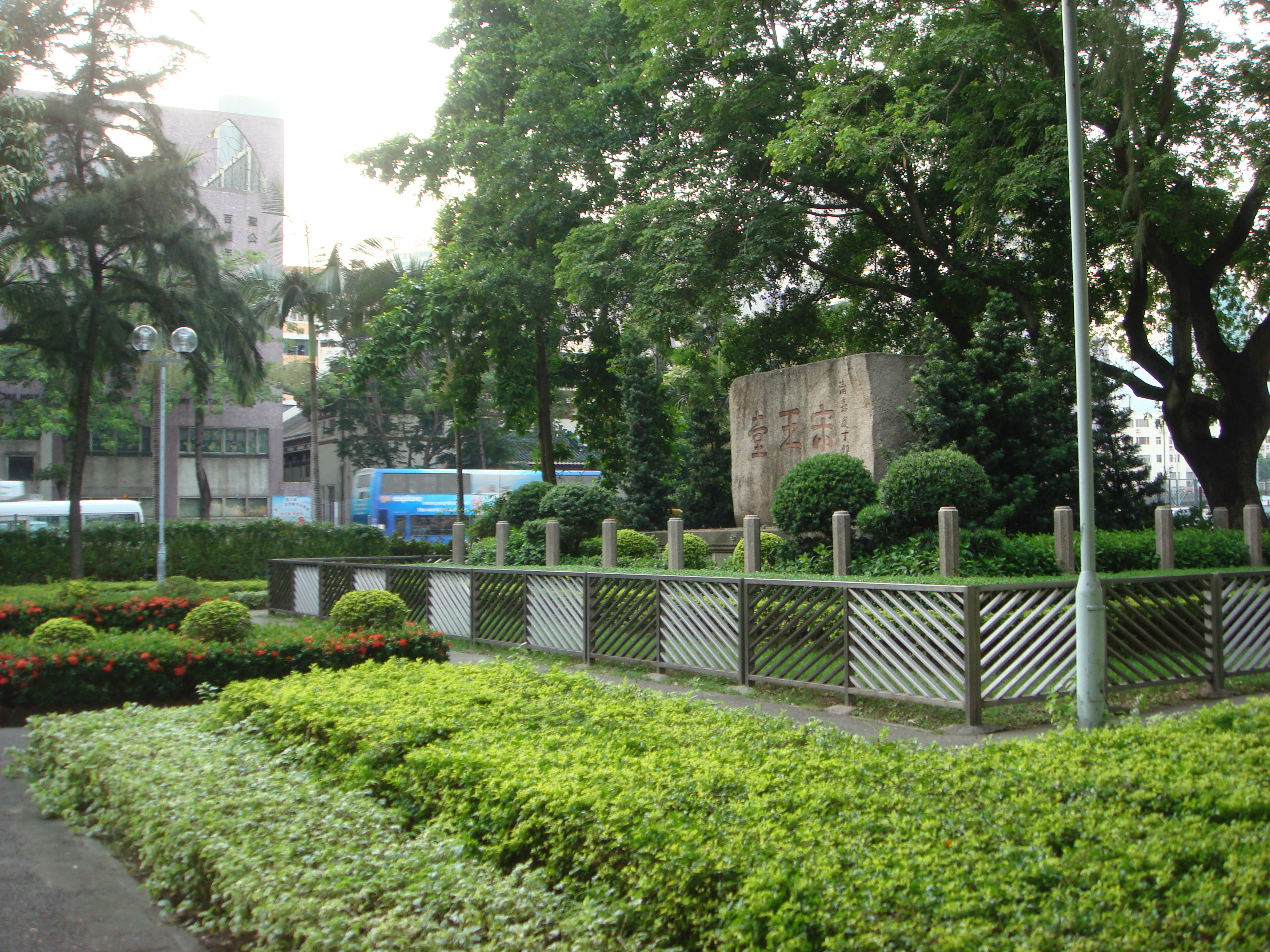
Jardin Sung Wong Toi en 2009.
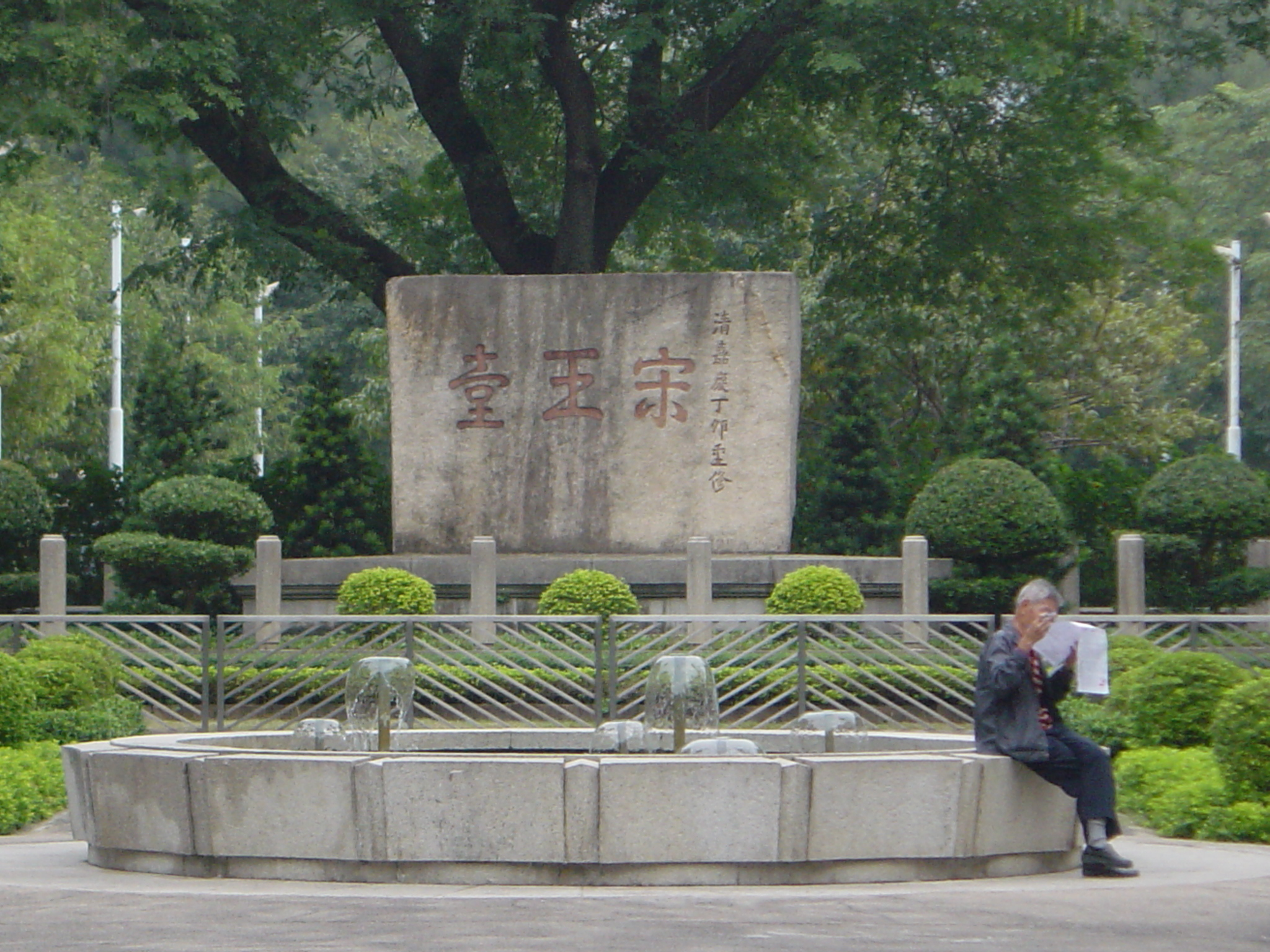
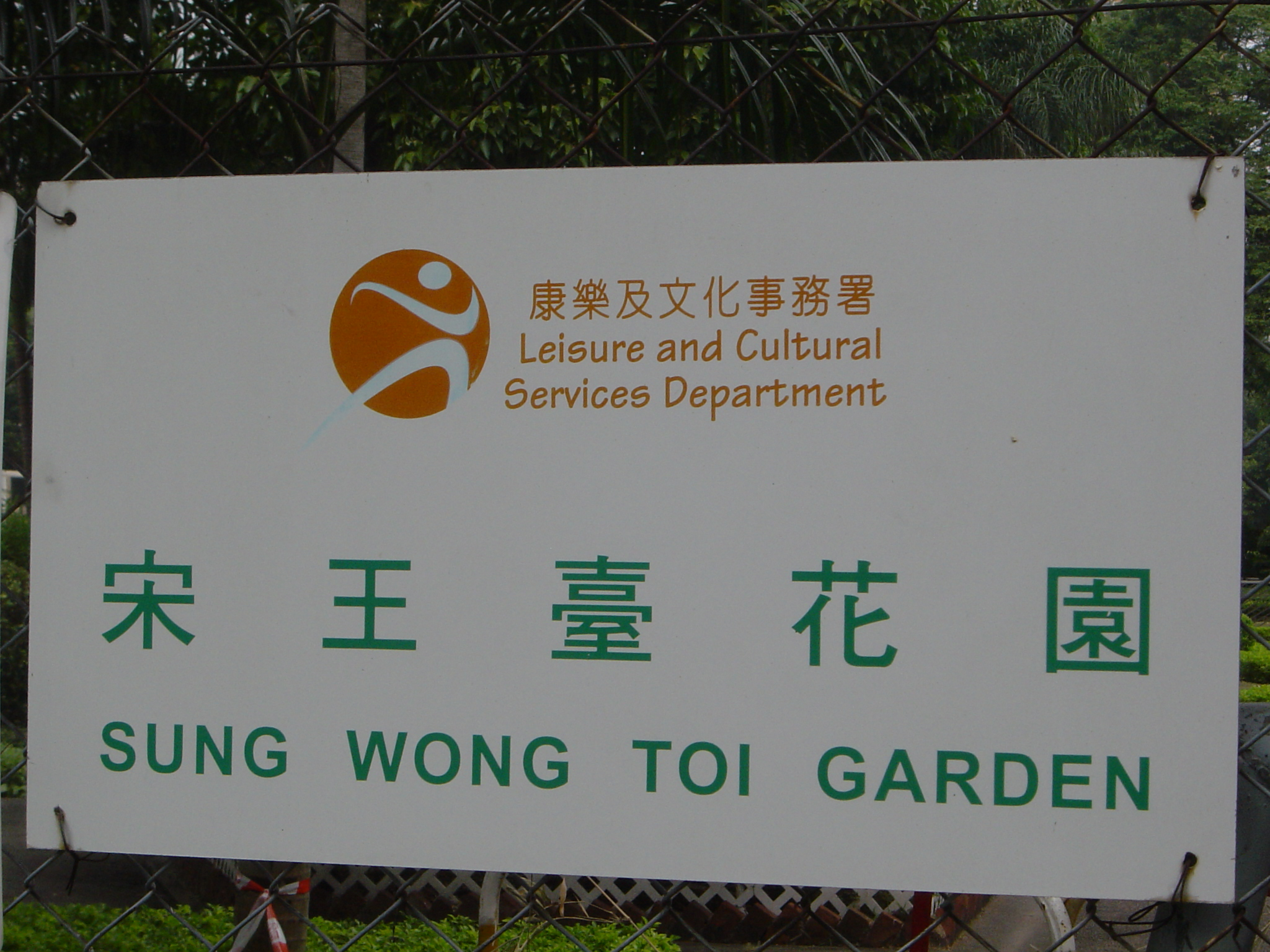